# Confessions of a Mime
Confessions of a Mime er en kortfilm instrueret af Martin Vrede Nielsen efter eget manuskript.